# アンヌ＝マリー＝ジョゼフ・ド・ロレーヌ
アンヌ＝マリー＝ジョゼフ・ド・ロレーヌ（Anne-Marie-Joseph de Lorraine, 1679年4月30日 - 1739年4月29日）は、ブルボン朝時代フランスの大貴族家門ギーズ家の一員。ギーズ公（prince de Guise）及びアルクール伯（comte d'Harcourt）。
アルクール伯アルフォンス＝アンリとその妻マリー＝フランソワーズ・ド・ブランカの間の長男。1705年7月2日マリー＝ルイーズ＝クレティエンヌ・ジャナン・ド・カスティーユと結婚、間に3子をもうけた。
- ルイーズ＝アンリエット＝フランソワーズ（1707年 - 1737年） - 1725年ブイヨン公エマニュエル・テオドーズと結婚
- マリー＝エリザベート＝ソフィー（1710年 - 1740年） - 1734年リシュリュー公ルイ・フランソワ・アルマンと結婚
- ルイ＝マリー＝レオポール（1720年 - 1747年） - アルクール公、オーストリア継承戦争中イタリアで未婚のまま戦死